# Didymella salicis
Didymella salicis är en svampart som beskrevs av Grove 1886. Didymella salicis ingår i släktet Didymella, ordningen Pleosporales, klassen Dothideomycetes, divisionen sporsäcksvampar och riket svampar.   Inga underarter finns listade i Catalogue of Life.